# Cereophagus futilalis
Cereophagus futilalis là một loài bướm đêm trong họ Crambidae.